# Зенитно-артиллерийский комплекс

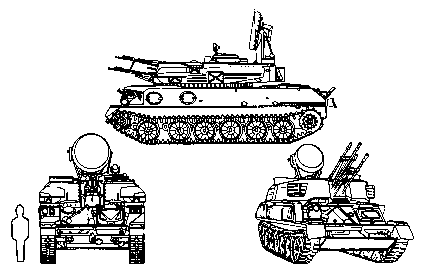
Сухопутный зенитно-артиллерийский комплекс ЗСУ-23-4 или «Шилка».

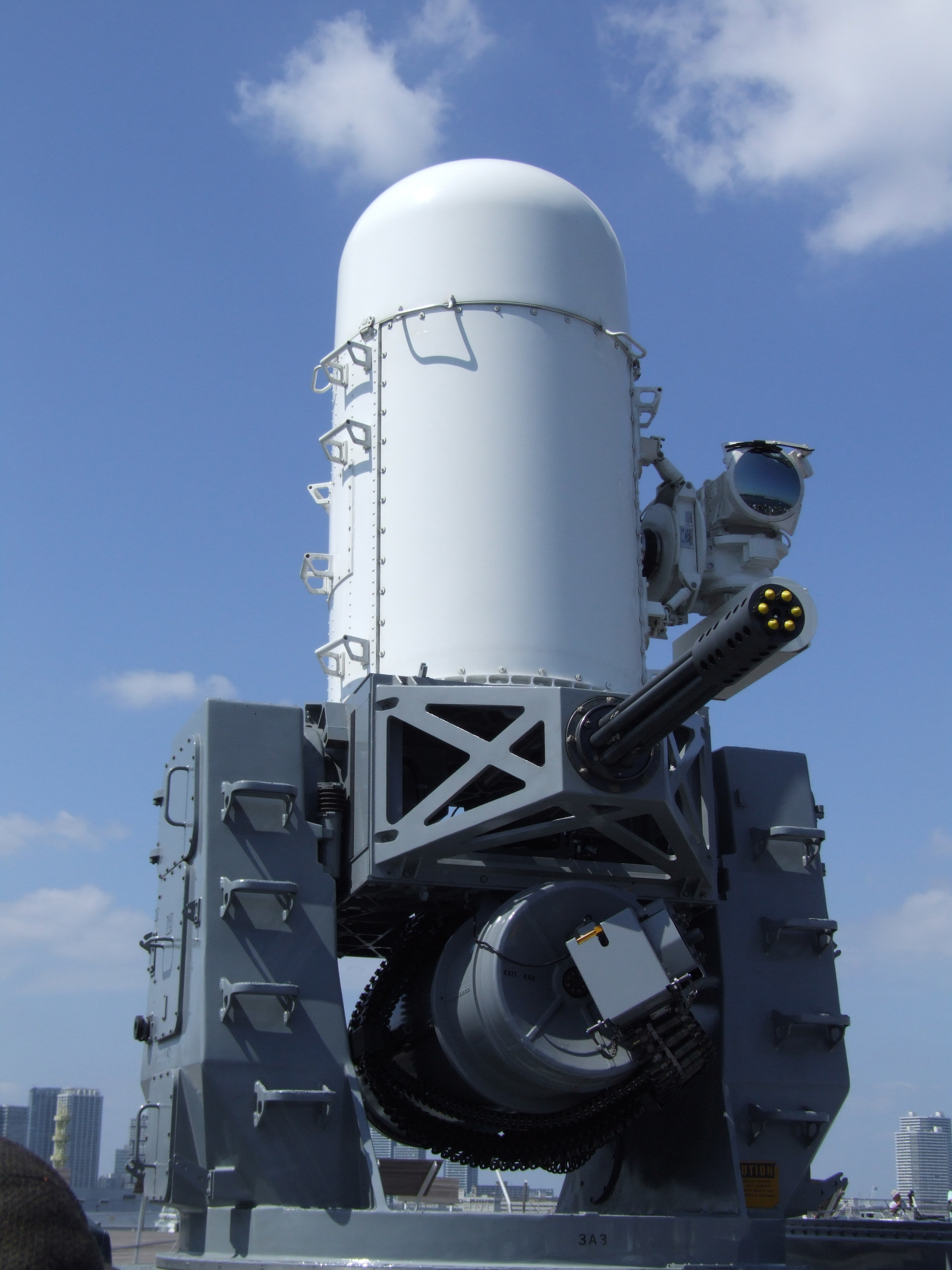
Флотский зенитно-артиллерийский комплекс «Вулкан-Фаланкс».

Зенитно-артиллерийский комплекс (ЗАК) — разновидность зенитных артиллерийских систем, применяемых в сухопутных войсках и на флоте (главным образом, на кораблях).
Современное зенитное артиллерийское вооружение и военная техника представляет собой дорогостоящее, специализированное и сложное вооружение и военную технику для сухопутной и плавающей вооружённой силы, и как правило представляет собой комплекс состоящий из средств транспортировки (носитель), зарядки (заправки), наблюдения (разведки, сопровождения), поражения, технического обслуживания и ремонта. 
Дальнейшим развитием ЗАК стал Зенитный ракетно-пушечный комплекс (ЗРПК, ЗРАК).

## Сухопутные войска
В 1891 году в Красном Селе состоялись первые опытные стрельбы по воздушным целям, в качестве воздушных целей были использованы привязанные воздушные шары и аэростаты на конной тяге. Опытные стрельбы по воздушным целям пулевой шрапнелью из четырёхдюймовых пушек, проведённые на Усть-Ижорском полигоне в 1890 году и под Красным Селом в 1891 году, показали высокую эффективность применения артиллерии. Тем не менее было определено, что для успешной борьбы с воздушными целями противника нужна специальная зенитная пушка. В итоге российскими инженерами была разработана 76-мм зенитная пушка образца 1914/15 годов. Так создавалась русская ПВО.
Позже были созданы зенитно-артиллерийские комплексы и были они очень разнообразны конструктивно и по вооружению. Они могут использовать железнодорожную, колёсную (автомобильное или специальное шасси), полугусеничную (шасси тягачей или БТР) или гусеничную (танковую или тракторную) базу, вооружаться пулемётами, зенитными пушками, ракетами или комбинацией всех этих огневых средств (в будущем ожидается появление лучевых и пучковых ЗСУ). Предназначенные для применения на переднем крае боевых действий или вблизи от него, часто защищаются бронёй.

## Флот
На флоте предназначены для выполнения задач противовоздушной и противоракетной обороны в ближней зоне, являются последним рубежом защиты корабля от воздушного нападения. Характеризуются высокой скорострельностью, малым временем реакции, автономным наведением на цель. Как правило, действуют в автоматическом режиме, ручное управление сохраняется как резервное.
В состав ЗАК входят автоматические пушки калибра 20—40 мм. Благодаря применению спаренных, счетверённых установок, а также пушек с вращающимся блоком стволов техническая скорострельность этих систем колеблется от 600 до 10 000 выстрелов в минуту (практическая скорострельность ограничивается размером готового к бою боекомплекта и необходимостью охлаждения стволов после определённого количества выстрелов).
Появление ЗАК было вызвано главным образом появлением противокорабельного ракетного оружия и его успешным применением в ряде локальных конфликтов. ЗАК впервые появились на кораблях советского флота в 1960-х годах. К 1980 году флот США получил ЗАК «Вулкан-Фаланкс». В дальнейшем подобные системы разрабатывались целым рядом стран. 
К числу наиболее распространённых ЗАК относятся «Вулкан-Фаланкс» (США), «Голкипер» (Голландия, Великобритания), «Си гард» (Швейцария, Италия, Великобритания), АК-230 и АК-630 (СССР/Россия), «Дардо» (Италия), «Мерока» (Испания).
| Сравнительные ТТХ зенитно-артиллерийских комплексов |                                           |                                           |                           |         |                             |                                     |          |
| Характеристики                                      | АК-230                                    | АК-630                                    | «Вулкан-Фаланкс»          | «Дардо» | «Голкипер»                  | «Си Гард»                           | «Мерока» |
| Государство                                         | Союз Советских Социалистических Республик | Союз Советских Социалистических Республик | Соединённые Штаты Америки | Италия  | Нидерланды · Великобритания | Швейцария · Великобритания · Италия | Испания  |
| Калибр, мм                                          | 30                                        | 30                                        | 20                        | 40      | 30                          | 25                                  | 20       |
| Количество стволов                                  | 2                                         | 6                                         | 6                         | 2       | 7                           | 4                                   | 12       |
| Скорострельность, выстрелов/мин                     | 2100                                      | 5000                                      | 3000-4500                 | 600     | 4200                        | 3400                                | 9000     |
| Дальность стрельбы, км                              | 4                                         | 4                                         | 3,5                       | 12,5    | 3                           | 5                                   | 2        |
| Масса снаряда, кг                                   | 0,36                                      | 0,39                                      | 0,12                      | 0,96    | 0,36                        | 0,5                                 | 0,12     |
| Начальная скорость снаряда, м/с                     | 1050                                      | 880                                       | 1000                      | 1000    | 1150                        | 1470                                | 1215     |
| Масса установки, т                                  | 1,97                                      | 1,85                                      | 5,42                      | 7,3     | 6,8                         | 5,55                                | 6,0      |

## Галерея

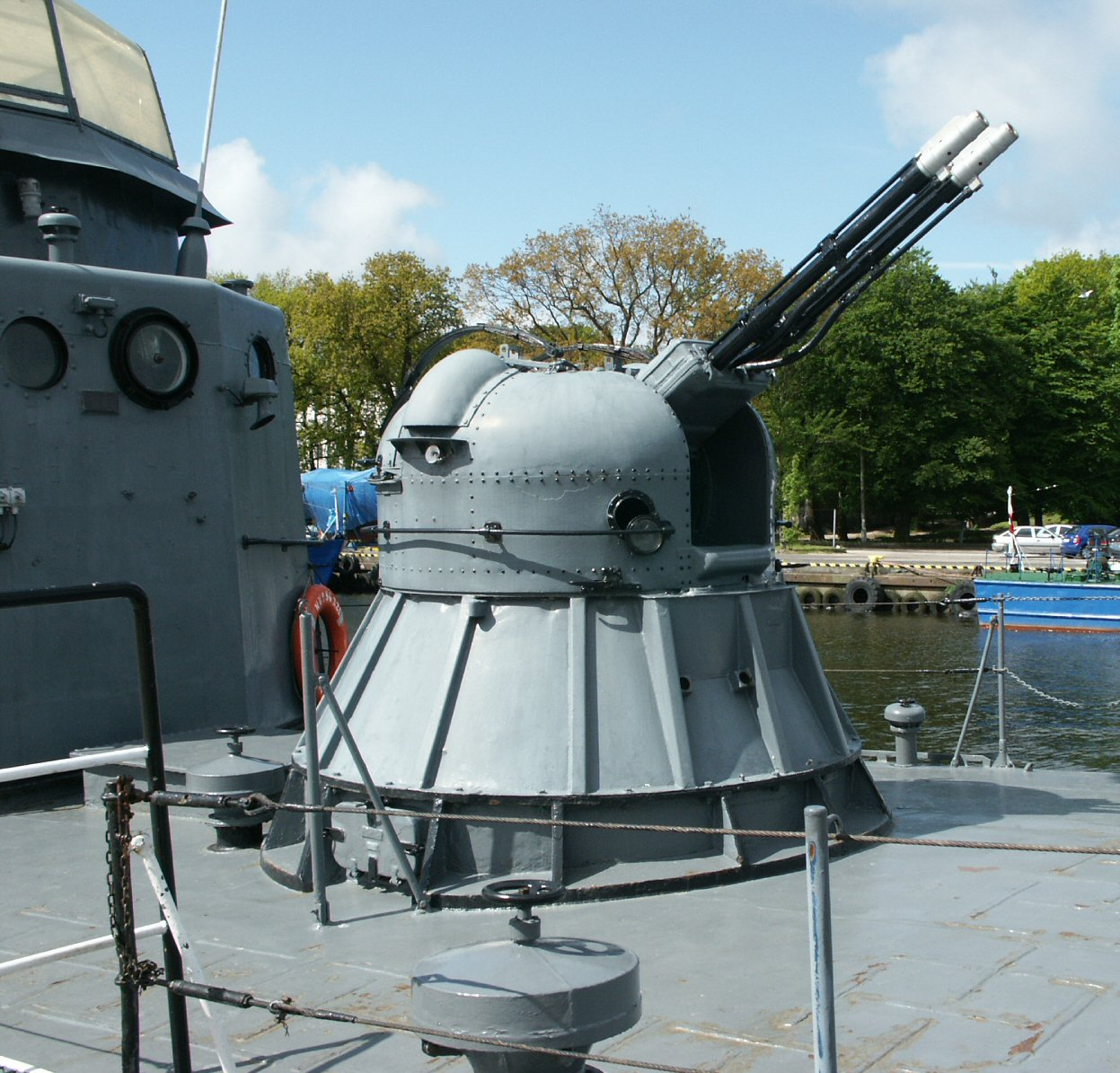
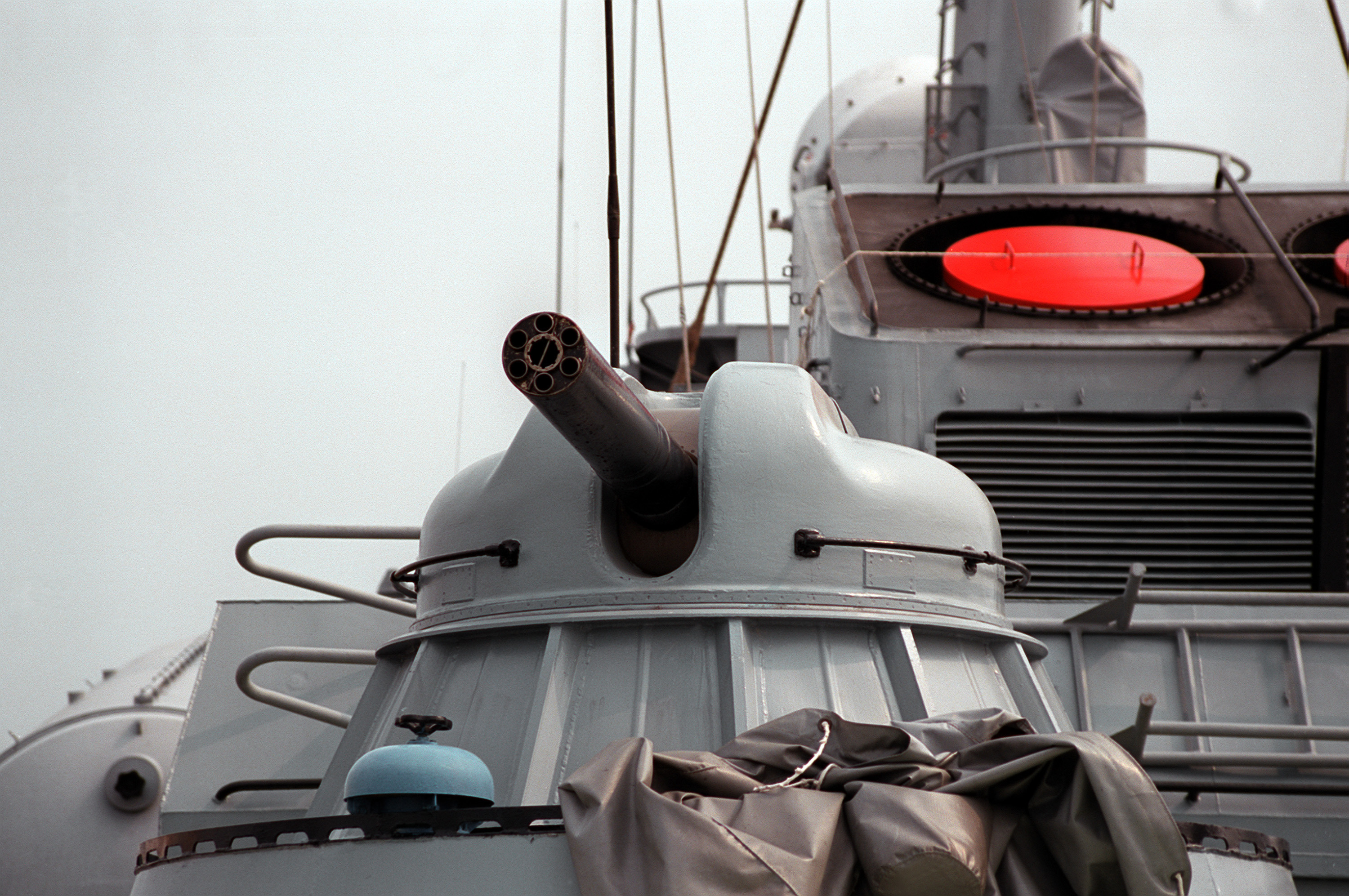
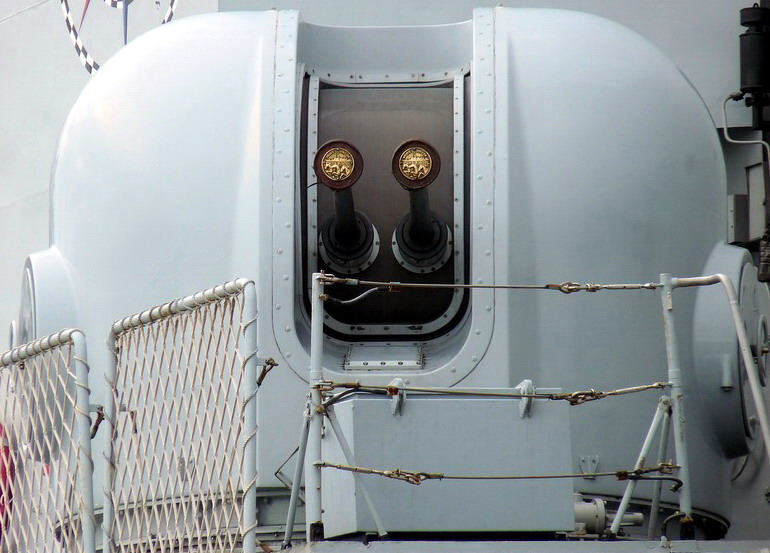
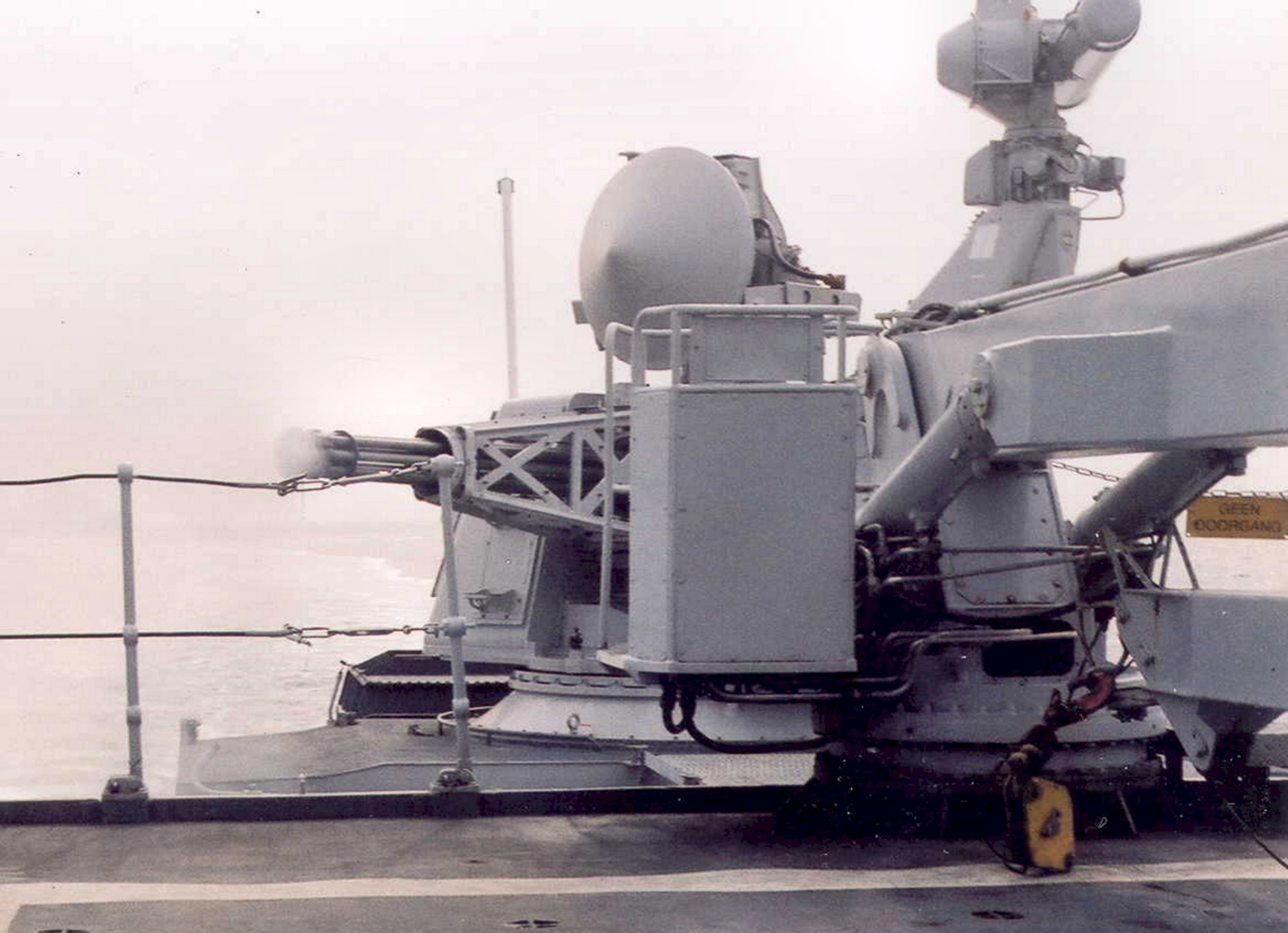